# Ottomar Anderlind
Ottomar Anderlind, névváltozatok: Ottomar Viktor Leo; Ottomar Viktor Leo Anderlind (Greiz, 1845. március 9. – ?) német közgazdász, erdészeti tudós

## Élete
A Drezda melletti Tharandt erdészeti akadémiáján tanult, ezután a Gießeni Egyetemen, a Müncheni Egyetemen, a Göttingeni Egyetemen és a Berlini Egyetemen tanult tovább. Tudományos fokozatot 1868-ban Jénában szerzett. 1870-ben Tharandtban és 1874-ben Jénában habilitált, ezután az Opole melletti proskaui Királyi Porosz Mezőgazdasági Akadémia közgazdaságtani és agrárjogi tanára lett. Az akadémia 1881-es feloszlása után hosszabb tanulmányutakat tett Ausztriában, Olaszországban, Görögországban, Törökországban, Egyiptomban, Franciaország déli részén, Svájcban, Skandináviában és az Amerikai Egyesült Államokban. E tanulmányutak során a mezőgazdasági munkások munkakörülményeit, illetve az erdők és a szántóföldek öntözési rendszereit vizsgálta. Erdészeti statisztikával is foglalkozott, s több, bár néha erősen vitatott javaslatot tett progresszív mezőgazdasági és erdészeti kutatásokra. Halálának pontos dátuma ismeretlen.

## Válogatott munkái
- Die Wildgärten, deren Zweck, Anlage und Bewirtschaftung, 1868.
- Plan über die Einrichtung der Forststatistik, 1873–74.
- Forststatistik über Deutschland und Österreich-Ungarn, 1874.
- Zur Arbeiterfrage in die Landwirtschaft, 1878.
- Allgemeine Ökonomie 1881.
- Die Landwirtschaft in Ägypten, 1889.
- Die Umgestaltung der Landwirtschaftsbetriebes durch die Zweierntenwirtschaft, 1889.